# Koutoaivi
Koutoaivi är en kulle i Finland. Den ligger i Utsjoki kommun i landskapet Lappland, i den norra delen av landet, 1 100 km norr om huvudstaden Helsingfors. Toppen på Koutoaivi är 551 meter över havet. Koutoaivi ingår i Paistunturit.
Terrängen runt Koutoaivi är varierad. Trakten runt Koutoaivi är nära nog obefolkad, med mindre än två invånare per kvadratkilometer. Det finns inga samhällen i närheten. Omgivningarna runt Koutoaivi är i huvudsak ett öppet busklandskap.